# Sinocnemis dumonti
Sinocnemis dumonti – gatunek ważki z rodziny Priscagrionidae. Jest znany tylko z miejsca typowego w rezerwacie Xishui w prowincji Kuejczou w południowych Chinach.